# Internal Model Control

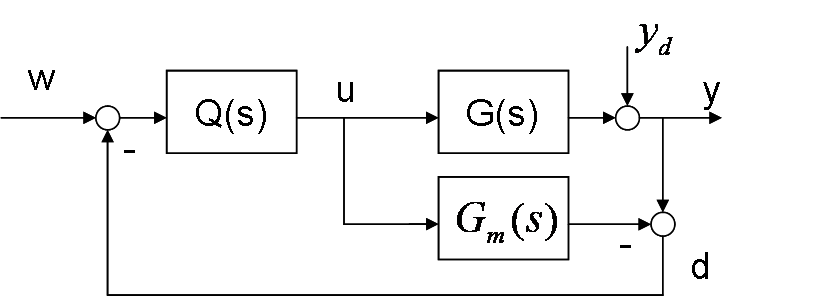
Internal Model Control Regelkreis

Internal Model Control (IMC) ist ein Regelungsverfahren aus der Regelungstechnik, das die implizite Grundlage aller Prädiktivregler ist. Regler nach dem IMC-Prinzip enthalten ein möglichst mit dem Prozess {\displaystyle G(s)} identisches mathematisches Modell {\displaystyle G_{m}(s)} des Prozesses und ein Kompensationsglied {\displaystyle Q(s)}.

## Grundprinzip
Das Modell {\displaystyle G_{m}(s)} wird mit den identischen Stellgrößen wie der reale Prozess {\displaystyle G(s)} versorgt, bei einem perfekten Modell ist die Differenz von Modellausgang und gemessenen Istwert y die Schätzung {\displaystyle {\overline {d}}} für die nicht messbare Störung {\displaystyle {\overline {y}}_{d}}. Ohne diese Störung ist dieser Wert und damit der negative Eingang des Kompensators, gleich null. Dann gilt {\displaystyle {\overline {u}}(s)=Q\cdot {\overline {w}}(s)} und damit {\displaystyle {\overline {y}}(s)=G\cdot {\overline {u}}(s)=G\cdot Q\cdot {\overline {w}}(s)}
damit lässt sich das theoretisch Ideal (Istwert=Sollwert) durch {\displaystyle G\cdot Q=I\Leftrightarrow Q=G^{-1}} erreichen.
Bei realen Prozessen ist dies durch die Verzögerung nicht realisierbar, allerdings werden so nur Feedforward Regler und keine Feedback Regler benötigt. Es ist also, bei einem perfekten Modell, nur eine Steuerung (Feedforward) notwendig. Modellfehler und nicht messbare Störungen werden durch den Regleranteil (Regler) ausgeregelt. Bei idealem Modell und stabilem Prozess gilt außerdem, dass der gesamte geschlossene Regelkreis stabil ist, wenn die hinreichende Bedingung Q(s) stabil erfüllt ist.

## Konventionelle Regelung
Für einen konventionellen Regler K ergibt sich bei {\displaystyle {\overline {u}}=K\cdot ({\overline {w}}-{\overline {y}})} für einen IMC-Regler durch Umstellen der Formel {\displaystyle {\overline {u}}=Q\cdot ({\overline {w}}-({\overline {y}}-G_{m}{\overline {u}}))} schließlich {\displaystyle K=Q\cdot (I-G_{m}Q)^{-1}}, diese Parametrierung wird auch Q-Parametrierung genannt.